# I AM THE BLUES アイ・アム・ザ・ブルース
「I AM THE BLUES アイ・アム・ザ・ブルース」（原題：I Am the Blues）は、ダニエル・クロスが監督を務めたカナダの2015年の音楽ドキュメンタリー映画である。
ブルース発祥の地であるルイジアナのバイユーやミシシッピデルタ地帯のジュークジョイントなどを巡る音楽の旅を通じ、ブルースの最盛期を知るミュージシャンたちを訪ねる。映画に出演するミュージシャンにはボビー・ラッシュ、バーバラ・リン、ヘンリー・グレイ、キャロル・フラン、リトル・フレディ・キング、レイジー・レスター、ロバート・"ビルボ"・ウォーカー、ジミー・"ダック"・ホームズ、R.L.ボイス、L.C.ウルマー、ポール・"リル・バック"・シネガルらがいる。
この映画は2015年10月にアムステルダム国際ドキュメンタリー映画祭で初公開され、2016年5月にホット・ドックス・カナディアン国際ドキュメンタリー・フェスティバルにて、カナダで初披露された。日本では2018年5月26日、キュリオスコープの配給により劇場公開されている。
本作は2017年、第5回カナダ・スクリーン・アワードにて、「最優秀長編ドキュメンタリー賞」、「ドキュメンタリー部門最優秀撮影賞」の2部門を受賞した。